# Agroeca ornata
Agroeca ornata es una especie de araña araneomorfa del género Agroeca,  familia Liocranidae. Fue descrita científicamente por Banks en 1892.
Se distribuye por Canadá, Estados Unidos y Rusia. La especie se mantiene activa durante todos los meses del año excepto en febrero y marzo.